# جفری باتل
جفری باتل (به انگلیسی: Jeffrey Buttle) (زادهٔ ۱ سپتامبر ۱۹۸۲) ورزشکار اسکیت نمایشی اهل کانادا است. او یک مدال برنز در بازی‌های المپیک زمستانی ۲۰۰۶ تورین، یک قهرمانی جهان ۲۰۰۸، دو قهرمانی مسابقات قاره‌ای ۲۰۰۲ و ۲۰۰۴ و قهرمانی کاناد ۲۰۰۵ تا ۲۰۰۷ را در کارنامه خود دارد. وی در سپتامبر ۲۰۰۸ اعلام بازنشستگی کرد.

## زندگی شخصی
جفری باتل آشکارا همجنس‌گراست. او در سال ۲۰۱۴ با جاستین هریس ازدواج کرد.